# Джозерс
Джозерс (до цього The Jossers та Зэ Джозерс) — український постпанк/авант-поп гурт, що з'явився у Калуші у 2011 році.

## Історія
У 2014 році The Jossers випустили дебютний англомовний мініальбом «T-Shit». У тому ж році фронтмен гурту Сергій Воронов переїжджає до Києва.
У 2016 році виходить другий альбом гурту, «Unsupported Bravery Of Local Kids» (укр. «Непідкріплена хоробрість місцевих дітей»)
У річницю випуску дебютника гурт випустив його лайв-версію під назвою «Unsupported Bravery of Local Gigs» (укр. «Непідкріплена хоробрість місцевих концертів»). У треклист альбому увійшли усі пісні дебютника, а також декілька бонус-треків: альтернативна версія «Moron», кавер на Soronprfbs — «I Love You All», а також «Babe» з «T-Shit» EP.
2017 року гурт перетворюється у «Зэ Джозерс» і випускає російськомовний мініальбом «Спор» (укр. «Суперечка»).
2018 року гурт стає дуетом й випускає мікстейп «Подуставшая юность» (укр. «Стомлена юність») та кліпи на пісні «Дурной» (укр. «Дурний») і «Зачем ты хочешь жить» (укр. «Навіщо ти хочеш жити»).
Гурт став фрешменами року за версією Jager Music Awards 2018.
У тому ж році виходить альбом «Сложные машинные биты» (укр. «Складні машинні біти»), що став одним із найкращих українських альбомів року за версією журналу «СЛУХ».
Тоді ж гурт виконав пісню «Хоча би ще раз» у шоу Майкла Щура «#@)₴?$0».
2019 року виходить альбом «Ложь» (укр. «Брехня») та кліп на пісню «Ноль» (укр. «Нуль»).
У листопаді 2020 року гурт змінив назву на «Джозерс», і презентував четвертий, повністю україномовний альбом «Післямова» і кліп на однойменну пісню. У пресрелізі музиканти називають альбом кінцем трилогії «Про любов та смерть», яка почалася альбомом «Сложные машинные биты» у 2018 році.
Зазначаючи, що «Післямова», можливо, останній альбом Джозерс, музиканти водночас не зробили заяв про закриття проєкту.
Але вже 27 жовтня 2021 року гурт виклав кліп на пісню «Дурний», за яким слідував ще ряд нових синглів. 11 лютого 2022 року з'явився сингл та кліп «Це дурня, а не любов».
14 квітня 2023 року вийшов EP «Любов», а 28 квітня перезаписаний українською мовою альбом «Ускладнений машинний біт».
10 травня 2023 року вийшов EP «Зів'яле листя», чи я назва є посиланням на однойменну збірку Франка, а 19 травня EP «Смерть».
Серію перевидань старого матеріалу українською мовою закрив альбом «Абсолютна брехня», що вийшов 31 травня 2023 року.
7 червня 2024 року вийшов четвертий альбом гурту — «Прокляття двадцятих», що складається з двох нових пісень та фітів, що вийшли раніше.
2 листопада 2024 року фронтмен гурту Сергій Воронов на своїй сторінці у соцмережі Twitter заявив, що з усього колективу гурту у Джозерс лишився лише він і що два наступні концерти гурту будуть останніми на невизначений період. Проте, пізніше був анонсований виступ на благодійному ГайдаFest 1 грудня у Черкасах.
«Колектив «Джозерс» перестав існувати, коли звідти пішов Петро Мацибурка, з яким ми заснували гурт. Але це більше формальність – він уже давно не займається творчістю й не планує повертатися. Тепер це мій сольний проєкт, – пояснював у листопаді 2024-го Сергій Воронов в інтерв'ю. – У мене багато причин не продовжувати робити музику під іменем «Джозерс», але я не знаю, що саме хочу робити, тому не роблю гучних заяв. Можливо, «Джозерс» стане таким собі legacy-проєктом, до якого я повертатимусь час від часу. Може, у Петра (Мацибурки – ред.) знову зʼявиться бажання писати музику. Я давно не писав нічого нового. Ресурсу в мене для цього набагато менше, ніж хотілося б. Благо, він взагалі є, тож вирішив дати собі час, щоби перевинайти себе, проєкт. Я в музиці надовго, якщо не до кінця».

## Склад
- Сергій Воронов — вокал, ударні, синтезатори, бас

#### Колишні учасники
- Петро Мацибурка — гітара (2011-2024)[20]
- Владислав Ставров — бас, труба (2011-2018)[21]

###### Концертні музиканти
- Микита Скоковський (Lykho) — гітара (2023)
- Міша Cringe Bee — бас (2023)
- Костя Нікітенко — ударні (2023)
- Микола Пацюк — гітара (2023, 2024)
- Максим Тощо — гітара (2024)
- Віталік Перець — бас (2024)
- Юра Береговець — ударні (2024)[22]

## Дискографія

### Студійні альбоми
- 2016 — «Unsupported Bravery Of Local Kids» (як The Jossers)
- 2018 — «Сложные машинные биты» (як Зэ Джозерс)
- 2019 — «Ложь» (як Зэ Джозерс)
- 2020 — «Післямова»
- 2023 — «Ускладнений машинний біт»
- 2023 — «Абсолютна брехня»
- 2024 — «Прокляття двадцятих»

### Мініальбоми
- 2014 — «T-Shit» (як The Jossers)
- 2017 — «Спор» (як Зэ Джозерс)
- 2018 — «Кто же здесь» (як Зэ Джозерс)
- 2023 — «Любов»
- 2023 — «Зів'яле листя»
- 2023 — «Смерть»

### Live-альбоми
- 2017 — «Unsupported Bravery Of Local Gigs» (як The Jossers)

### Збірки
- 2014 — «Sprookjesteam bootleg» (live-збірка, як The Jossers)
- 2018 — «Подуставшая юность» (мікстейп, як Зэ Джозерс)

### Сингли
- 2015 — «Moron» (як The Jossers)
- 2018 — «Пропал» (разом з Уфимский Почтамт, як Зэ Джозерс)
- 2021 — «Дурний»
- 2021 — «Мінус» (разом із drimandr)
- 2022 — «Це дурня, а не любов»
- 2022 — «Нехай усе згорить»
- 2022 — «Бачити щось трохи далі долоні II»
- 2022 — «Додому» (разом із SadSvit та Sad Novelist)
- 2022 — «Піф паф файє» (разом із Ницо Потворно)
- 2022 — «Зеро» (разом із kvitla)
- 2022 — «Додому (Xenjes Remix)» (разом із SadSvit, Sad Novelist та Xenjes)
- 2022 — «Примара»
- 2022 — «Поки ти чекаєш чудеса» (разом із Povod)
- 2023 — «Хоча би ще раз»
- 2023 — «Контроль»
- 2023 — «Епілог для двох» (разом з Джон Дір)[23]
- 2023 — «Таблетки» (разом з паліндром)
- 2024 — «СННС» (разом із Люсі)

### Кліпи
- 2016 — «Moron» (як The Jossers)
- 2017 — «Давай Еще Раз» (як Зэ Джозерс)
- 2017 — «Зачем ты хочешь жить» (як Зэ Джозерс)
- 2018 — «Дурной» (як Зэ Джозерс)
- 2018 — «Кто же здесь ч.2» (як Зэ Джозерс)
- 2018 — «Не влюбляйся никогда» (як Зэ Джозерс)
- 2019 — «Лови меня» (як Зэ Джозерс)
- 2019 — «Ноль» (як Зэ Джозерс)
- 2020 — «Зайвий персонаж»[24]
- 2020 — «Останнє прощавай».[25]
- 2020 — «Післямова»
- 2021 — «Дурний»
- 2021 — «Мінус»
- 2022 — «Це дурня, а не любов»
- 2022 — «Зеро»
- 2022 — «Примара» (наживо з даху заводу «Реактив»)
- 2023 — «Впіймай мене» (мультфільм)